# 環的局部化
在抽象代數中，局部化是一種在環中形式地添加某些元素的倒數，藉以建構分式的技術；由此可透過張量積構造模的局部化。範疇的局部化過程類似，但此時加入的是態射之逆元素，以使得這些態射在局部化以後變為同構。
局部化在環論與代數幾何中佔有根本地位，範疇的局部化則引出導範疇的概念，在高等數學中有眾多應用。

## 幾何詮釋
「局部化」一詞源出代數幾何。設 {\displaystyle R} 是一個仿射代數簇 {\displaystyle X} 的座標環（也就是 {\displaystyle X} 上的多項式函數），則 {\displaystyle R} 對其元素 {\displaystyle f} 的局部化的意義是將 {\displaystyle V(f):=\{x\in X:f(x)=0\}} 從 {\displaystyle X} 中挖掉，得到的環 {\displaystyle R_{f}} 正是 {\displaystyle X-V(f)} 的座標環；若對極大理想 {\displaystyle {\mathfrak {m}}_{x}:=\{f\in R:f(x)=0\}} 作局部化，則可以設想為挖去所有的 {\displaystyle V(f)\quad (f(x)\neq 0)}；得到的環 {\displaystyle R_{{\mathfrak {m}}_{x}}} 體現 {\displaystyle X} 上的多項式函數在 {\displaystyle x} 點的局部性質。
藉著將模理解為仿射代數簇上的擬凝聚層，可以類似地詮釋模的局部化；它無非是擬凝聚層在一個點的莖。

## 環的局部化
在此僅考慮含單位元的環。設 {\displaystyle R} 為環，{\displaystyle S} 為 {\displaystyle R}的積性子集（定義：對乘法封閉，並包含單位元素的集合）。以下將探討 {\displaystyle R} 對 {\displaystyle S} 之局部化。

### 泛性質
{\displaystyle R} 對 {\displaystyle S} 的局部化如果存在，是一個環 {\displaystyle S^{-1}R}（或記作 {\displaystyle R[S^{-1}]}）配上環同態 {\displaystyle R\rightarrow S^{-1}R}，使之滿足以下的泛性質：
對任何環 {\displaystyle T} 及環同態 {\displaystyle \phi :R\rightarrow T}，若 {\displaystyle S} 的元素在 {\displaystyle \phi } 下的像皆可逆，則存在唯一的環同態 {\displaystyle \psi :S^{-1}R\rightarrow T}，使得 {\displaystyle \phi } 是 {\displaystyle R\rightarrow S^{-1}R} 與 {\displaystyle \psi } 的合成。
此性質可保證局部化 {\displaystyle (S^{-1}R,R\rightarrow S^{-1}R)} 的唯一性。

### 交換環的情形
當交換環 {\displaystyle R} 為整環時，局部化的構造相當容易。若 {\displaystyle 0\in S}，則 {\displaystyle S^{-1}R} 必然是零環；若不然，我們可以在 {\displaystyle R} 的分式環 {\displaystyle K} 中構造局部化：取 {\displaystyle S^{-1}R\subset K} 為形如 {\displaystyle {\frac {r}{s}}\quad (r\in R,s\in S)} 的元素即可。
對於一般的交換環，我們必須推廣分式環的構造；在此須注意到：由於 {\displaystyle S} 中可能有零因子，我們不能魯莽地通分一個分式。構造方式如下：
在集合 {\displaystyle R\times S} 上定義下述等價關係 {\displaystyle \sim }：
{\displaystyle (r,s)\sim (r',s')\iff } 存在 {\displaystyle t\in S} 使得 {\displaystyle t(rs'-r's)=0}
等價類 {\displaystyle [r,s]} 可以想成「分式」 {\displaystyle r/s}，藉此類比，在商集 {\displaystyle (R\times S)/\sim } 上定義加法與乘法為：
{\displaystyle [r,s]+[r',s']=[rs'+r's,ss']}
{\displaystyle [r,s][r',s']=[rr',ss']}
可驗證上述運算是明確定義的。此外還有環同態 {\displaystyle R\rightarrow (R\times S)/\sim }，定義為 {\displaystyle r\mapsto [r,1]}。於是可定義 {\displaystyle S^{-1}R:=(R\times S)/\sim }，再 配上上述環運算與同態。在實踐上，我們常逕將 {\displaystyle S^{-1}R} 裡的元素寫作分式 {\displaystyle r/s}。
交換代數與代數幾何中經常考慮兩種局部化：
- 固定 {\displaystyle f\in R}，取 {\displaystyle S:=\{f^{n}:n\geq 0\}}。在交換環譜中，對這類 {\displaystyle S} 的局部化構成 {\displaystyle \mathrm {Spec} (R)} 的基本開集（{\displaystyle \mathrm {Spec} (R)} 表 {\displaystyle R} 的所有素理想構成的集合）。這種局部化常記作 {\displaystyle R_{f}}。
- 固定素理想 {\displaystyle {\mathfrak {p}}\subset R}，取 {\displaystyle S:=R-{\mathfrak {p}}}，此時也稱作對素理想 {\displaystyle {\mathfrak {p}}} 的局部化。這種局部化常記作 {\displaystyle R_{\mathfrak {p}}}。

以下是 {\displaystyle S^{-1}R} 的一些環論性質。
- {\displaystyle S^{-1}R=(0)} 若且唯若 {\displaystyle 0\in S}。
- 環同態 {\displaystyle R\rightarrow S^{-1}R} 是單射，若且唯若 {\displaystyle S} 中不含零因子。
- 同態 {\displaystyle R\rightarrow S^{-1}R} 下的逆像給出下列一一對應：

{\displaystyle \mathrm {Spec} (S^{-1}R)=\{{\mathfrak {p}}\in \mathrm {Spec} (R):{\mathfrak {p}}\cap S=\emptyset \}}
一個重要的特例是取 {\displaystyle S=R-{\mathfrak {p}}}，可知 {\displaystyle R_{\mathfrak {p}}} 中的素理想一一對應至 {\displaystyle R} 中包含於 {\displaystyle {\mathfrak {p}}} 的素理想，因此 {\displaystyle R_{\mathfrak {p}}} 是局部環。

### 非交換環的情形
非交換環的局部化較困難，並非對所有積性子集 {\displaystyle S}  都有局部化。充分條件之一是歐爾條件，請參閱條目歐爾定理。
其應用之一是用於微分算子環。例如它可以解釋作為一個微分算子 {\displaystyle D} 抽象地添加逆算子 {\displaystyle D^{-1}}；微局部分析中運用了這類構造。

## 模的局部化
設 {\displaystyle R} 為含單位元的交換環，{\displaystyle S} 是積性子集，而 {\displaystyle M} 是個 {\displaystyle R}-模。模的局部化與交換環類似，寫作 {\displaystyle S^{-1}M} 或 {\displaystyle M[S^{-1}]}。我們依然要求存在模同態 {\displaystyle M\rightarrow S^{-1}M} 及以下的泛性質（此泛性質蘊含唯一性）：
對任何 {\displaystyle S^{-1}R}-模  {\displaystyle N} 及 {\displaystyle R}-模同態 {\displaystyle \phi :M\rightarrow N}，存在唯一的 {\displaystyle S^{-1}R}-模同態 {\displaystyle \psi :S^{-1}M\rightarrow N}，使得 {\displaystyle \phi } 是 {\displaystyle M\rightarrow S^{-1}M} 與 {\displaystyle \psi } 的合成。
事實上，可以用張量積構造模的局部化：
{\displaystyle S^{-1}M:=M\otimes _{R}S^{-1}R}
這是一個正合函子，它將單射映為單射。亦即：{\displaystyle S^{-1}R} 是平坦的 {\displaystyle R}-模。利用張量積與環的局部化的泛性質，可以形式地導出上述構造確實滿足局部化的要求。
此外，也可以仿造交換環的局部化，用分式 {\displaystyle \{m/s:m\in M,s\in S\}} 直接構造 {\displaystyle S^{-1}M}，分式間的等價與代數運算類似交換環的情形。

## 範疇的局部化
範疇的局部化的意義在將一族態射之逆態射加入範疇中，使得這些態射成為同構。這在形式上近於環的局部化，也能使先前不同構的對象在局部化後變為同構。例如，在同倫理論中有許多連續映射在同倫的意義下可逆，藉著將這些映射局部化，同倫等價的空間可被視為彼此同構。局部化範疇裡的操作也稱作分式運算，相關技術細節請見文獻中 Gabriel-Zisman 或 Weibel 的著作。

### 一些例子
1. 塞爾提議在模掉某類阿貝爾群 {\displaystyle {\mathcal {C}}} 的同倫範疇裡操作，這意謂若群 {\displaystyle A,B} 滿足 {\displaystyle A/B\in {\mathcal {C}}}，則視之為同構的。稍後 Dennis Sullivan 引進一個大膽的想法：改在空間的局部化裡操作。如此將影響底層的拓撲空間。
2. 設 {\displaystyle R} 的克鲁尔维数至少是 2，此時若兩個 {\displaystyle R}-模 {\displaystyle M\supset N} 滿足 {\displaystyle M/N} 的支撐集的餘維至少是 2，則可視之為偽同構的。岩澤理論大大利用了這個想法。
3. 在同調代數中，我們藉著加入擬同構之逆而得到導範疇。
4. 在阿貝爾簇的理論中，我們常等同兩個同源的阿貝爾簇，並將同源映射視為同構。此「至多差一個同源」的範疇是局部化較簡單的例子，實質上不外是將 {\displaystyle \mathrm {Hom} (X,Y)} 代以 {\displaystyle \mathrm {Hom} (X,Y)\otimes _{\mathbb {Z} }\mathbb {Q} }。

### 集合論的問題
一般而言，給定一個範疇 {\displaystyle {\mathcal {C}}} 及一族態射 {\displaystyle w}，在探討是否能構造局部化  {\displaystyle w^{-1}{\mathcal {C}}} 時會遇到以下問題：當 {\displaystyle {\mathcal {C}}} 是小範疇或 {\displaystyle w} 是集合時已知可構造局部化，但一般來說則是個棘手的集合論問題；局部化的典型構造可能會造成兩對象間的態射「太多」，換言之可能是個真類。發展模型範疇的動機之一正是要避免這類問題。

## 文獻
- P. Gabriel and M. Zisman. Calculus of fractions and homotopy theory. Springer-Verlag New York, Inc., New York, 1967. Ergebnisse der Mathematik und ihrer Grenzgebiete, Band 35.
- Serge Lang, Algebra (2002), Graduate Texts in Mathematics 211, Springer. ISBN 0-387-95385-X
- Charles A. Weibel, An Introduction to Homological Algebra (1994), Cambridge University Press.  ISBN 0-521-55987-1